# هانس ماورر (سياسي)
هانس ماورر (بالألمانية: Hans Maurer)‏ (و. 1933  م) هو سياسي ألماني، ولد في نوينديتيلسآو، هو عضوٌ الاتحاد الاجتماعي المسيحي.

## مناصب
تولى منصب عضو مجلس الشورى الموحد لبافاريا
.

## جوائز
حصل على جوائز منها:
- وسام الاستحقاق البافاري
- وسام صليب القائد من رتبة استحقاق من جمهورية ألمانيا الاتحادية
- الميدالية الدستورية الفضية البافارية

## روابط خارجية
- هانس مورير على موقع مونزينجر (الألمانية)